# Centrum Kabały (Tel Awiw)
Centrum Kabały (hebr. בית המרכז לקבלה; ang. The Tel Aviv Kabbalah Study Centre) – instytucja religijno-edukacyjna propagująca nauki Kabały, z siedzibą w osiedlu Centrum Tel Awiwu w Tel Awiwie, w Izraelu.

## Położenie
Budynek jest usytuowany przy ulicy Ben Ami w bezpośrednim sąsiedztwie placu Dizengoffa w Tel Awiwie.

## Historia
Budynek został zaprojektowany w 1937 przez architekta Josefa Neufelda, na potrzeby ośrodka zdrowia Clalit. Budynek został wybudowany w stylu międzynarodowym, znanym jako Bauhaus. Jest to wyjątkowa budowla powstała w tym stylu, ponieważ 90% budynków powstałych w stylu międzynarodowym na całym świecie, należy do osób prywatnych. Przeznaczenie budowli powstałych w stylu Bauhaus dla użyteczności publicznej, jest przypadkiem niezwykle rzadkim.

## Architektura
Budynek wchodzi w skład zespołu miejskiego Białego Miasta Tel Awiwu, który został umieszczony w 2003 na Liście światowego dziedzictwa UNESCO, jako największe na świecie skupisko budynków modernistycznych. Został on stworzony w latach 30. XX wieku przez pochodzących z Niemiec żydowskich architektów, którzy kształcili się na uczelni artystycznej Bauhaus (powstał w niej styl architektoniczny nazywany modernizmem). Niektórzy z tych architektów, w tym Arje Szaron, przyjechali do Palestyny i przystosowali poglądy modernizmu do lokalnych warunków, tworząc w Tel Awiwie największe na świecie skupisko budynków wybudowanych w tym stylu.

## Działalność
W Centrum prowadzone są różnorodne szkolenia oraz konferencje poświęcone tematyce Kabały. Ośrodek oferuje kursy naukowe na różnych szczeblach zaawansowania wiedzy. Miesięczne kursy umożliwiają zapoznanie się z całym rocznym cyklem świąt żydowskich.
Na pierwszym piętrze znajduje się magazyn leków szpitalnych, wykorzystywanych przez dawny ośrodek zdrowia.